# Вука (општина)
Вука је насељено место и седиште општине у источној Славонији, у Осјечко-барањској жупанији, Република Хрватска.

## Историја
До нове територијалне организације у Хрватској, подручје Вуке припадало је великој предратној општини Осијек.

## Становништво
На попису становништва 2011. године, општина Вука је имала 1.200 становника, од чега у самој Вуки 945.

## Попис 1991.
На попису становништва 1991. године, насељено место Вука је имало 1.290 становника, следећег националног састава:
| Попис 1991.‍   | Попис 1991.‍  | Попис 1991.‍ | Попис 1991.‍ | Попис 1991.‍ |
| ------------- | ------------ | ----------- | ----------- | ----------- |
|               |              |             |             |             |
| Хрвати        | Хрвати       |             | 1.114       | 86,35%      |
| Срби          | Срби         |             | 87          | 6,74%       |
| Југословени   | Југословени  |             | 13          | 1,00%       |
| Албанци       | Албанци      |             | 5           | 0,38%       |
| Муслимани     | Муслимани    |             | 2           | 0,15%       |
| Мађари        | Мађари       |             | 1           | 0,07%       |
| Словаци       | Словаци      |             | 1           | 0,07%       |
| неопредељени  | неопредељени |             | 5           | 0,38%       |
| регион. опр.  | регион. опр. |             | 1           | 0,07%       |
| непознато     | непознато    |             | 61          | 4,72%       |
| укупно: 1.290 |              |             |             |             |